# Friedrich Keil (Maler)

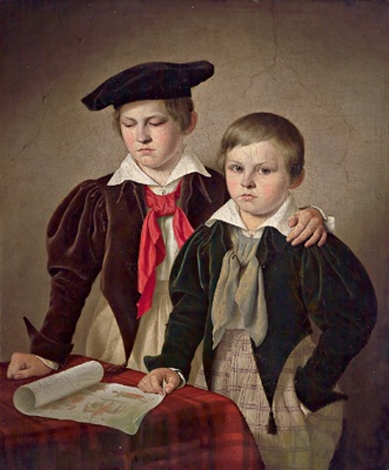
Kniestück zweier Knaben am Tisch

Friedrich Keil (* 2. Juli 1813 in Liebau i. Schlesien; † 17. Januar 1875 in Breslau) war ein deutscher Maler.

## Leben
Keil erlernte bei seinem Vater in Schweidnitz die Goldschmiedekunst, studierte seit 1831 an der Berliner Akademie bei Johann Karl Heinrich Kretschmar und Karl Wilhelm Wach. Nach dem Studium war er in Berlin als freischaffender Künstler tätig. Keil malte anfangs Miniaturporträts und schuf auch Scherenschnitt-Silhouetten.
1865 siedelte er nach Breslau über und nahm dort an Ausstellungen teil. 1834 und von 1852 bis 1868 stellte er seine Werke auf den Ausstellungen an der Berliner Akademie aus. Auf der großen Jahrhundertausstellung deutscher Kunst in Berlin 1906 wurden postum drei Werke Keils ausgestellt.
Friedrich Keil war Mitglied des Hamburger Künstlervereins.